# Eugen Ammann
Eugen Rudolf Ammann (* 15. Juni 1882 in Basel; † 5. Februar 1978 ebenda) war ein Schweizer Maler, Grafiker, Zeichner und Bildhauer.

## Leben und Werk

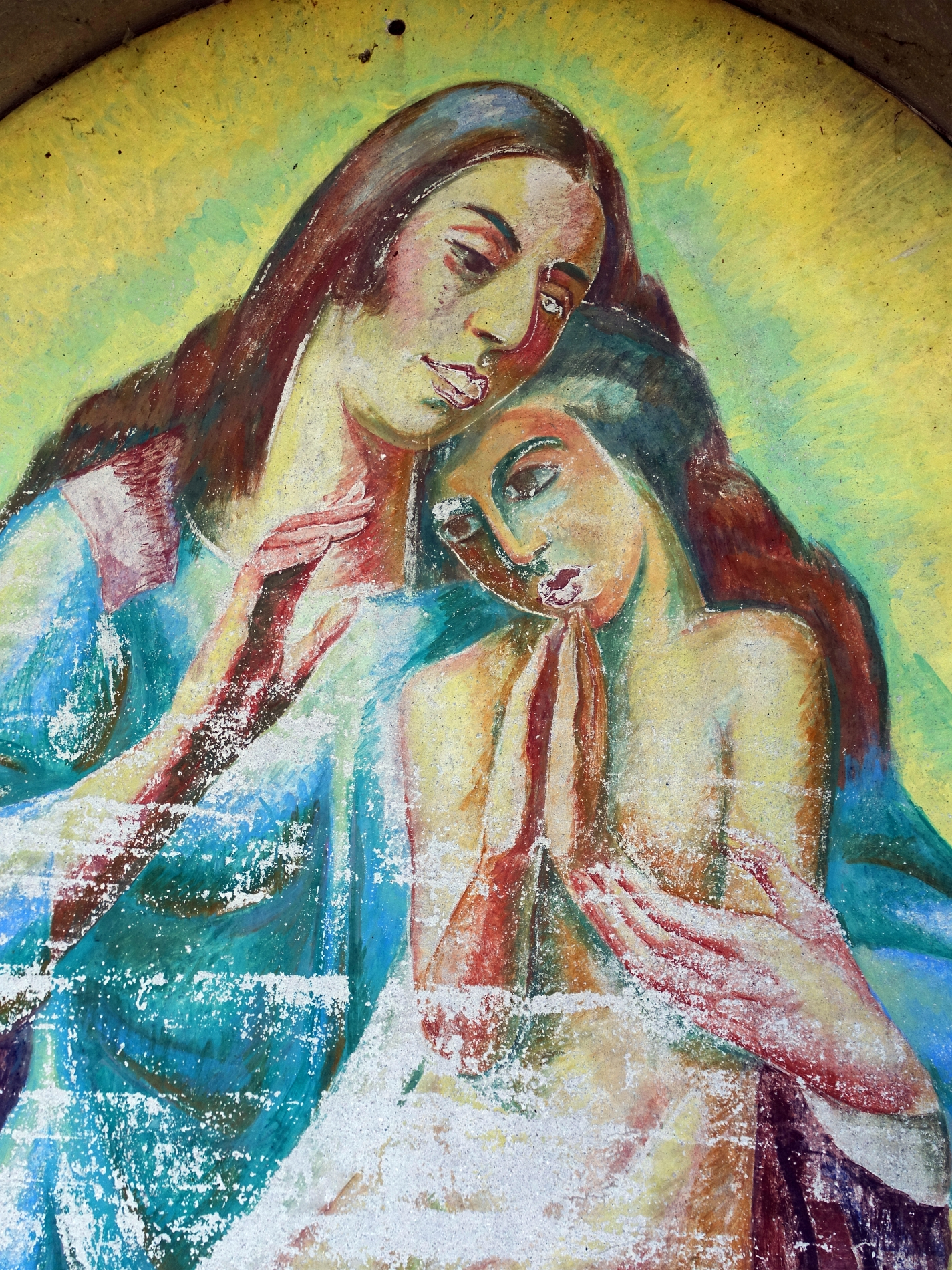
Mutter mit Kind. Wolfgottesacker, Basel.

Ammann wuchs in Schaffhausen auf und kehrte 1898 in seine Geburtsstadt Basel zurück. Ursprünglich wollte er Schauspieler werden, musste jedoch auf Wunsch seiner Eltern eine Dekorationslehre absolvieren. Nebenbei besuchte er Kurse bei Fritz Schider an der Zeichen- und Modellierschule in Basel. 1910 erhielt Ammann ein Eidgenössisches Kunststipendium.
Ammann heiratete 1912 Alice Ammann-Bloch (1888–1919). Ihr einziges Kind war Lukas Ammann. 1913 zog die Familie nach Florenz, wo Eugen Ammann einfache Figurenbilder schuf, die mehrheitlich religiös motiviert oder der Mutter-Kind-Thematik verpflichtet sind. Stilistisch orientierte sich Ammann an Michelangelo.
Als der Erste Weltkrieg ausbrach, kehrte die Familie nach Basel zurück. Hier schloss sich Ammann den Basler Dunkeltonigen an. Die Künstler dieser als «Basels klassische Malergeneration» bezeichneten Gruppierung pflegten einen freundschaftlichen Austausch mit der 1918 gegründeten Basler Künstlergruppe Das neue Leben und beeinflussten die Entwicklung der Basler Malerei nach der Jahrhundertwende bis in die 1920er Jahre massgeblich. Ammann beschäftigte sich während des Krieges intensiv mit El Greco.
In den 1920er- und 1930er-Jahren wurden Ammann in Basel und Schaffhausen verschiedene öffentliche und private Aufträge für Wandbilder übertragen. Zudem beschäftigte er sich mit dem Fauvismus, insbesondere von Georges Rouault.
Ammann war Aktuar der Gesellschaft Schweizerischer Maler, Bildhauer und Architekten (GSMBA), Sektion Basel, an deren Ausstellungen er ab 1907 teilnahm. Zudem war er an der 1919 erfolgten Gründung des Kunstkredits Basel-Stadt beteiligt. 1962 stellte die Kunsthalle Basel in einer grossen Retrospektive 83 Werke vom Ammann aus. 
Sechs Jahre nach dem Tod seiner Frau heiratete Ammann 1925 Olga Isabelle Marie, geborene Piota (1897–1955), deren Namen er vorübergehend annahm. Seine letzte Ruhestätte fand Ammann auf dem Wolfgottesacker in Basel.

Ammann stellte u. a. in der Kunsthalle Bern, Kunstmuseum Winterthur, Kunstmuseum Bern und im Kunsthaus Zürich aus. Ammann gehört zu den Wegbereitern der klassischen Moderne in der Schweiz und zu den bedeutendsten Basler Malern seiner Generation. 1979 erfolgte eine posthume Einzelausstellung im Museum zu Allerheiligen.

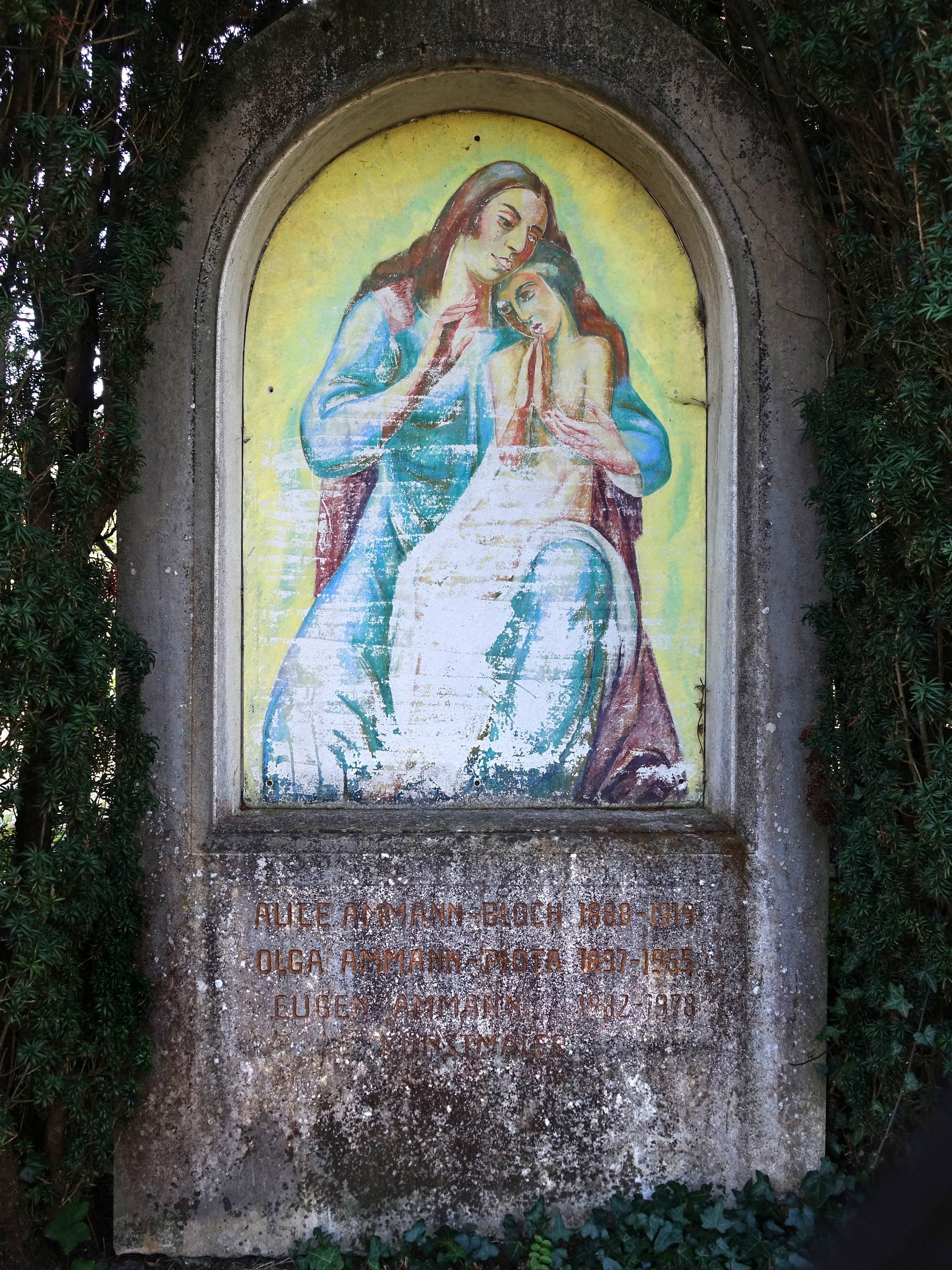
Grab auf dem Wolfgottesacker, Basel.
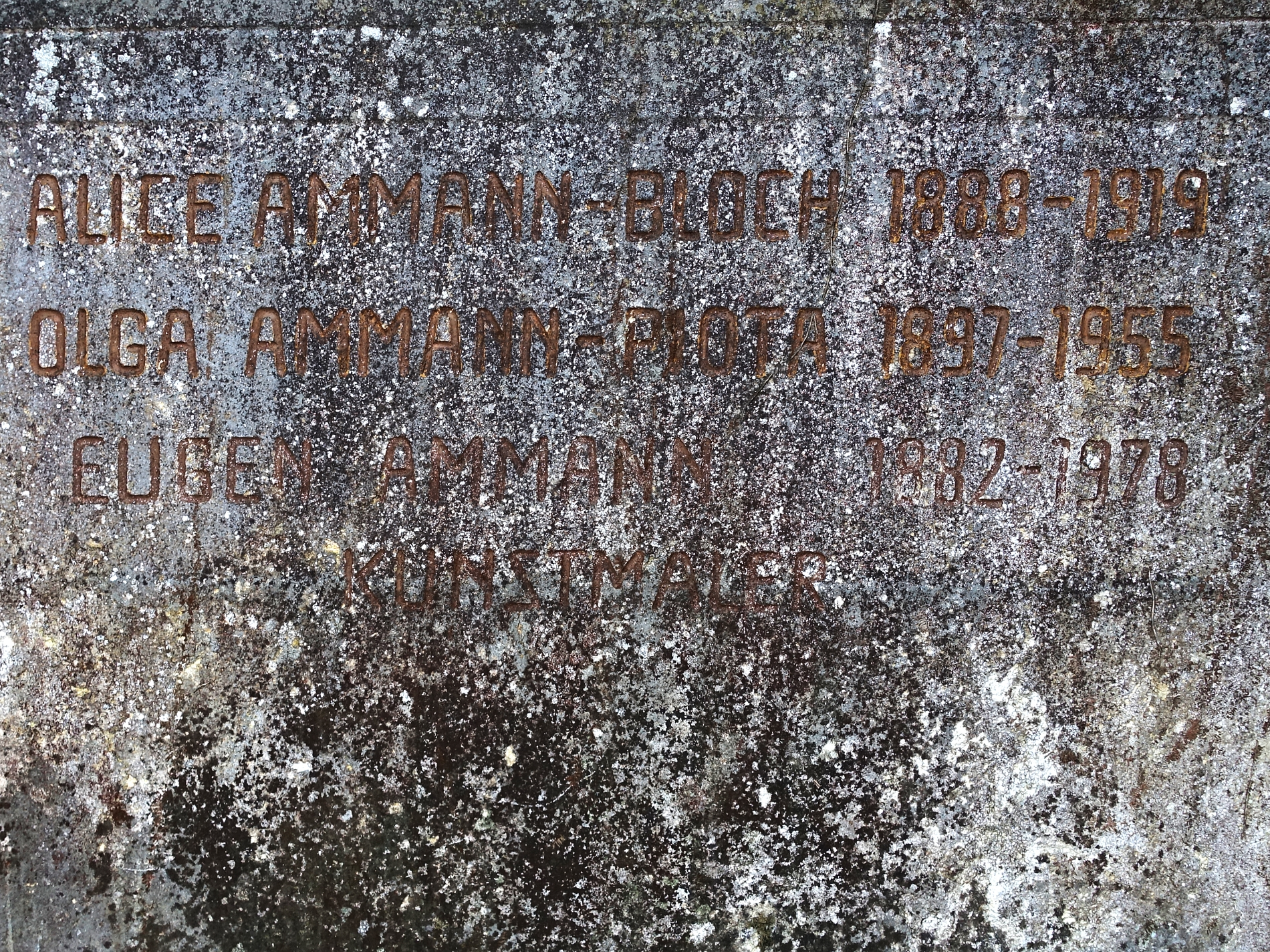
Grab auf dem Wolfgottesacker, Basel.